# Idruro di potassio
L'idruro di potassio è un composto binario di idrogeno e potassio di formula KH.

## Sintesi
Viene prodotto per sintesi diretta dagli elementi. La reazione fu scoperta da Humphry Davy.

## Reattività

### Chimica inorganica
Si tratta di un composto ionico basico che reagisce violentemente con acqua per dare idrossido di potassio e idrogeno gassoso:
- KH + H2O → KOH + H2

il calore sviluppato può innescare la combustione dell'idrogeno generato.
Reagisce anche con alcoli e con molti solventi protolitici (ad esempio l'ammoniaca)
- KH + ROH → RO- + K+ + H2
- KH + NH3 → NH2- + K+ + H2

### Chimica organica
Data la sua spiccata natura basica viene utilizzato in chimica organica per deprotonare composti anche se poco acidi.
Benché sia più reattivo del NaH viene utilizzato di meno in quanto viene commercializzato in una forma poco maneggevole, ovvero come sospensione in olio minerale. Nel 2006 viene stabilizzato in paraffina ottenendo un miscuglio solido che non necessita di particolari trattamenti, stabile all'aria ed a temperatura ambiente. Questa preparazione viene usata con successo nella reazione di Williamson.